# Robert Garnier

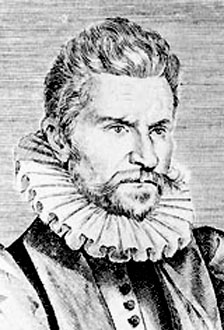
Robert Garnier

Robert Garnier (La Ferté-Bernard (Sarthe) ca. 1545 - Le Mans, 20 september 1590) was een Franse dichter en toneelschrijver. Garnier was de auteur van twee meesterwerken: de tragedie Les Juives (1583) en de tragikomedie Bradamante (1582), die het pathos van Seneca imiteren en reflecteren op actuele gebeurtenissen van de toenmalige godsdienstoorlogen.
Garnier werkte aan de vernieuwing van het Franse theater door imitatie van de ouden, en schreef zowel Romeinse tragedies (op de wijze van Seneca) als Griekse treurspelen. Drie bekende Romeinse tragedies van hem zijn Porcie, Cornélie, en Marc-Antoine. Voorbeelden van zijn Griekse tragedies (met een opeenstapeling van rampen en lyrische monologen) zijn Hippolyte, La Troade, en Antigone.
Zijn tragedies willen zowel opvoeden als ontroeren en draaien steeds om belangrijke, vaak actuele kwesties. Portia en Cornelia gaan over de beste vorm van politiek bestuur; Antigone over verzoening van orde en rechtvaardigheid; Marc-Antoine bezint zich over de rechten van koningen en of staatsbelang steeds de doorslag mag geven; La Troade en Les Juives behandelen metafysische en morele vragen (het bestaan van het kwaad, de heerschappij van onrecht, het geloof in een rechtvaardige God).  
De laatste van zijn tragedies, Les Juives (1583) heeft als onderwerp de wraak van Nebukadnezar na de opstand van Sédécie, koning van Jeruzalem. Deze katholieke Bijbelse tragedie, die past in het culturele beleid van de contrareformatie, is de meest succesvolle in zijn soort vóór Jean Racines treurspel Athalie dat in 1691 werd gepubliceerd.
Na zijn periode met Romeinse en Griekse tragedies initieert Garnier met Bradamante in 1582 het genre van de tragikomedie in Frankrijk. Het onderwerp ontleent hij aan Ariosto's Orlando Furioso; hij wijkt echter af van zijn Italiaans model door zich minder te richten op wonderlijke episoden en meer aandacht te tonen voor de psychologie van zijn personages. Het genre van de tragikomedie, waarvan Robert Garnier in Frankrijk een pionier was, zou heel populair worden in de eerste helft van de zeventiende eeuw.
- Bibsys: 97006371
- Biblioteca Nacional de España: XX1281167
- Bibliothèque nationale de France: cb11904192k (data)
- Biografisch Portaal: 89129948
- CiNii: DA04094753
- Digitale Bibliotheek voor de Nederlandse Letteren: garn001
- Gemeinsame Normdatei: 118716395
- International Standard Name Identifier: 0000 0001 2126 5989
- Library of Congress Control Number: n50015179
- Nationale Bibliotheek van Tsjechië: ola2003191750
- Nationale bibliotheek van Australië: 35113747
- Nationale Bibliotheek van Israël: 987007261542205171
- Nationale Bibliotheek van Polen: a0000003114055
- Nederlandse Thesaurus van Auteursnamen: 069137552
- Réseau des bibliothèques de Suisse occidentale: 02-A012317881
- Istituto Centrale per il Catalogo Unico: SBLV292523
- LIBRIS: 187993
- Système universitaire de documentation: 026882515
- Trove: 830570
- Virtual International Authority File: 31996630
- WorldCat: E39PBJxhgff4KtPHhpMXv9CvpP